# São Francisco do Conde
São Francisco do Conde es un municipio brasileño del estado de Bahía. Su población estimada por el Instituto Brasileño de Geografía y Estadística, en 2009, era de 31 699 habitantes.
São Francisco do Conde pertenecía a Salvador hasta 1697, cuando fue emancipado.
Es el municipio brasileño con mayor producto interno bruto per capita.

## Playas
- Playa de la Isla de las Fuentes
- Playa de la isla de Cajaíba